# Arkivet för ljud och bild
Arkivet för ljud och bild (ALB) var en statlig myndighet som grundades 1979. Det uppstod eftersom pliktexemplarslagen utvidgades så att den även kom att omfatta audiovisuella medier vid sidan av tryck. Till myndigheten fördes samlingarna från Nationalfonoteket vid Kungliga biblioteket.
År 2001 ändrades namnet till Statens ljud- och bildarkiv, som sedan 2009 utgör Avdelningen för audiovisuella medier vid  Kungliga biblioteket.